# Nezperce
Nezperce – miasto w Stanach Zjednoczonych, w stanie Idaho, siedziba administracyjna hrabstwa Lewis.